# 王充
王充（27年—約97年），字仲任，會稽郡上虞縣人（今浙江省紹興市上虞）:1，東漢時的士人與思想家。王充年輕時曾到京城洛陽的太學學習，學成後多年出任地方州郡縣的屬吏，罷官後致力著述，撰有《論衡》一書傳世，以批評當時虛妄的迷信與偽說。王充相信天地乃由氣構成，萬物由氣所生，想法接近蓋天說而反駁渾天說。王充提出天道自然無為，無知覺無意志，反對儒家的天人感應說與災異論，治術上主張無為而治。現實政治方面，王充為朝廷歌功頌德，神聖化東漢王朝統治。王充又主張命定論，相信人的吉凶禍福、壽夭、善惡，以至國家的興滅盛衰，都由天命支配，為善或作惡都不能改變命運。宗教方面，王充主張無鬼論，批評「人死為鬼」之說，否定靈魂死後存在。他卻相信世間有各種鬼妖或精靈。王充又批判當時流行的各種風俗禁忌與迷信，反對占卜算命。20世紀學者高度讚揚王充哲學及其《論衡》，稱之為「科學精神」的表現，或是「自然主義」哲學的典範。

## 生平
王充祖先籍貫原為魏郡元城，因軍功分封到會稽郡陽亭，後來封地盡失，以農耕為生:12。祖父王凡做過商販:268，為躲避仇家，從陽亭遷往錢塘縣，到其父親王誦時又與人結怨，舉家遷往上虞縣。王充出生於上虞縣，一歲時父親王誦去世:12-13。王充自幼聰慧，不喜歡玩耍:343，八歲時入書館讀書，學習《尚書》、《論語》等經典，成績和品行都不錯；大概十七八歲時，到京城洛陽進入太學學習，師事班彪:13。王充貧困而無力買書，就在書店站著讀書，靠背誦而精通百家之言:396。54年左右，王充離開京城:169，學業有成進入仕途，在縣和郡都做過「掾功曹」，在州做過「從事」（副州刺史）:13、17，屢次與上司意見不合，過著懷才不遇的屬吏生活。86年，王充六十歲時受刺史董勤徵召，先後當上揚州從事及治中（刺史副手）:117，88年六十二歲罷官家居:1267，引退後專心著述，教授弟子，寫作和編輯《論衡》一書:13。撰述期間，窗戶和牆壁都掛滿刀、筆等書寫工具:117。友人謝夷吾上書推薦王充，漢章帝「特詔公車徵」，王充因老病推辭:13。
王充流傳後世的主要著作是《論衡》85篇（闕一篇）；此外著有《譏俗》、《節義》12篇，批判當時風俗；《政務》之書議論政治；《養性》之書16篇，講述保養身體的理論和方法，但都沒有流傳下來:269。《論衡》的著作動機是要批評當時虛妄的迷信與偽書:1274，所謂「論衡」即論及各種思想予以比較衡量的意思:396。王充把《論衡》比作《呂氏春秋》、《淮南子》之類，撰成後重新編排書中所有文章的先後次序:20、31。

## 思想

### 宇宙論
王充認為天地由氣構成，天地亦會放出氣，「天地合氣，萬物自生」，上天施放陽氣，大地施放陰氣，陰陽二氣互相影響，形成其他種類的氣:216、85。萬物的生成，都由於稟受元氣，氣所凝聚:275。人和動物都是稟氣而成，區別在於稟氣的厚薄。他主張陰陽調和，陰陽調和失控則引起災變:63、118。有關天地的形狀，王充的想法接近蓋天說而反駁渾天說:272-273，認為地是一大平面，天宛如一個大盆蓋在地上，天圓地方，天體帶著日月旋轉，天有六萬（一說八萬）里高，365度一周天:217-218。天地剛分時相距較近，後來就距離遠了:276。太陽在天上一晝夜運行一度，計2000里；月亮一晝夜運行13度，計26000里；天一晝夜運行365度，計73萬里。天由東向西轉，日月則由西向東轉:273。二十八宿猶如日月運轉時停駐的驛站。天象的變化是由天命天道所左右支配，日蝕、月蝕、隕星等都是自然之道:224、135。
王充排除了《老子》「道」形而上學的意義:549、553，卻繼承道家自然和無為的觀念:280，提出天道自然無為:547，不能知曉人間之事:191，反對董仲舒等人的天人感應論:547，與儒家的天譴災異說，認為災變並非由於君王的行為造成的:183。天既不譴告人，人亦不能感動天:346。天無口無耳，不能視聽，故天無意志:138，無目的。萬物的生死變化，都是出於自然:1287，自然界中一切生物都互相吞噬:280。天地間一切現象和變化，都是無意識的因緣偶合:1289。鄧紅則指出王充提出祥瑞之說，其實也有天人感應的思想。王充相信天主宰萬事萬物的命運，決定人類的生死禍福:142、220；國家的命運和社會的治亂，亦由天命決定的。天又是道德仁義的終極來源，天上眾星是天官，和地上王者的百官相應:221、223。

### 政治與社會
王充批判天人感應的災異論，卻贊同天人感應的祥瑞說。政治的得失與人君的賢愚，決定符瑞的出現。在聖人的盛世，會出現許多祥瑞吉兆，作為社會安定和平的象徵:19、155、129。王充反對儒家的德治論，否定人主觀努力、君王道德的作用，世間治亂不關乎人君有道無道，而是天命所致。國家興衰、社會安危，和人的命運一樣有生有死，受一種神秘力量支配，與當政者的道德才能、教化或政策都無關:157、78；國家是否安定，人民是否富裕是「國命」（國家的命運），「治有期，亂有時」，都是「天時」、「天命」所定，國家注定有危亂，再賢明的君主也不能挽救。國命非人力可以影響，聖人也無能為力:74、79、96；儒家的仁義，法家的刑法，都是庸人自擾，無補於事。茫茫宇宙中並無足以企慕追求的境界，人類歷史不過是一無目的:351、353、無歸宿的治亂循環而已。治術上王充傾向絕對無為:354，認為聖賢無為而治，贊美曹參和汲黯的無為之道。聖人有時也講天意，所謂天意其實就是人心，其目的在於教化愚人惡人:281、284。
現實政治方面，王充為朝廷歌功頌德，神聖化東漢王朝統治:33、35。他認為歷史是進步的，反對貴古賤今，是古非今:321，贊同「漢高於古」，反對「今不如昔」的歷史觀。三皇五帝、禹湯文武之類聖人的祥瑞，都比漢朝的少，說明他們都不能超越漢朝。孔子如果生活在漢代，也會歌頌漢朝:80、146。王充指摘那些沒有歌頌漢朝的士人是「俗儒」，批評他們忽視當朝的祥瑞，而妄言災變。漢朝正逢盛世，不需要災異來譴責君主:148-149、19。漢朝偉大英明，上比堯舜，五德之中漢為土德，功德感應上天，甘露黃龍、鳳凰麒麟都應帝王德政而生:159、163、151。王充認為漢高祖比周武王更偉大，其祥瑞也比周武王的多。他批判古代的祥瑞都是不合理或誇大的，只有在漢代出現的祥瑞，才真正象徵盛世。漢朝祥瑞眾多，疆域廣大，勝過周朝，當時漢朝皇帝亦超越周武王之類的聖王:69、180-181。東漢初年的三位皇帝，可與上古明君媲美:170。光武帝得天之助，不戰而勝，乃天命所定。王充譴責秦始皇焚書，讚揚漢朝歷代皇帝振興文化，特別褒揚光武帝和漢明帝優待文人，當時漢章帝高價收購古書:162、165。

### 人生
王充主張命定論:40、宿命論:344，人的吉凶禍福、壽夭、善惡，以至國家的興滅盛衰，都是由天命支配:216。命中注定不能富貴，則再努力都是徒然，這是王充從自己不得志的官場經驗歸納出的結論:52，他自感官運不濟，哀嘆壽命短暫，人生無常，對自己懷才不遇深感不忿，將萬事萬物的吉凶遭遇歸之於「命」，給予自我安慰:50、19。王充相信命是先天所定的，命運支配人的肉體與社會政治生活，誰也逃不過命運的支配:67、62。他贊同《論語》「死生有命，富貴在天」的說法:313，人的福祿壽命，能否封王封侯全都在命。例如漢朝衛青能封侯，李廣雖有大功而不能封侯，就是各「自有天命」。人的壽命和身體都是先天稟氣而生，不可以人力改變:68-69。人的肉體和精神，都是先天在母體中稟受氣時就定下來的，「父母施氣時已定吉凶」:76、137。人才能的高下，人性的善惡，命運有貴賤，都取決定先天稟氣；稟受之氣量、質不一，高下善惡貴賤也有所不同。生命的長短，身體的強弱，決定於稟受氣的多少與厚薄。一旦稟氣而定就不可改變:82、126。稟氣充實堅強的人，則健康益年，反之稟自然之氣薄弱的人，則夭折不得天命之年:369。行善不能改變貧賤短壽的命運，作惡亦不必有損富貴長壽的命運:348。像盜跖莊蹻之輩，殺人無道卻以壽終:370。
王充相信天命天道沒有規律，出於偶然。一位賢才是否得到社會的承認:65，幸與不幸，都是出於偶然:317。人之命定乃天道之自然，自然規律實非人力所能左右:368。人是渺小的，一舉一動對自然界的影響也很小:285。他引用了《孟子》「揠苗助長」的典故，指出「人為」是不具有效果和意義的，對世界變化所產生的作用微乎其微:550-551。命運無處不在，主宰著萬物。不但人有命運，一切生物亦「莫不有命」。天上星宿有貧富貴賤之分，人類的命運被星宿的貧富貴賤所左右，「皆星位尊卑大小之所授也」:62-64。人在母體中所受之氣來自天體，天體星宿有尊卑，這些星宿散發不同之氣，人稟氣後遂有貴賤之分:371、373。人性論方面，王充主張有人性善，有人性惡，批評董仲舒和劉向關於人性的說法:310。人的賢愚操行是先天所定的，與後天的工夫沒有關係。根據人性，人可分為善人、中人、惡人三類，都是先天所定，善人和惡人是後天教育所不能改變的，中人接受感化教育，則可以改變善惡:74、83-84。

## 宗教
王充承繼桓譚的無神論:118，主張無鬼論，批評「人死為鬼」之說:39，否定靈魂死後存在:256，人死猶如火滅，無所謂鬼。見鬼只是人精神錯亂，引起幻覺:291、295。人之生是由於氣之聚，人之死是由於氣之散。人的精神是由精氣即陽氣所構成，身體則是由陰氣所構成:290。天之陽氣生精神，地之陰氣生肉體。氣聚為生，氣散為死。人之死，精氣散滅:122-123、125。生死只不過是氣的形體變化而已，人一死就復歸為氣態。「人死不為鬼，無知，不能害人」，精神依附肉體，人之肉體一滅，精神就不可能獨立存在為鬼:199-200。人的精神又稱為「五常之氣」，寄身於人的五臟，人死而五臟腐朽，五常之氣無寄身之處，人死就不能變成有知之鬼。王充贊同墨子「節葬」的主張，卻反對墨子「明鬼」之說:76-77、192。
但王充亦相信，在死人之鬼外有著各種的鬼妖，承認有鬼神萬物的精靈及天神地妖，「妖氣」會構成鬼。鬼是各種自然界的魑魅魍魎，在中國域外有「鬼域」:201、206-207。鬼妖由氣變成，陰陽失調之氣形成鬼氣，成為有形之物。陰陽不能調和之氣，陽一方太強，是為有毒的「太陽之氣」，能以人的形狀加害於人，「所謂鬼神，皆太陽之氣為之也」。事物的精氣亦能變鬼，如六畜之精氣、藏在舊房子或草叢中的精氣可以變成鬼妖:205-206、208。老物之精能化為鬼妖，傳說張良在下邳遇見老人授予神書，王充認為老人是黃石變成的，授書張良讓他輔佐劉邦達成統一大業。鬼妖不是人死而變成的，形狀卻與人相似，會預告國家衰亡及個人凶遇，是國亡的符瑞，「國將亡，妖亦見」:49、203、77。
王充批判當時流行的各種風俗禁忌，包括疾病、死亡、建造、遷徙、婚嫁等方面的忌諱，也批判厚葬、祭祀、風水等世俗迷信:183、76，批評當時流行對歲神和月神的迷信，指出根本沒有歲神和月神。他譏諷社會習俗中擇日之舉:380-381，批判有關時日的禁忌，例如他認為人生病與風寒濕氣或飲食有關，與搬家時選擇良日沒有關係。王充反對以卜筮為人算命:186、184、45，否定龜甲和蓍草具有預言的能力:282。他卻相信命運是可以用骨相術預測的:98，稱讚相士有「知命」的能力。王充批評求神赦免和驅邪儀式是無效的:281、283，卻相信董仲舒以土龍求雨之說:86。他認為求雨祭祀沒有成效，擊鼓不能制止洪水。但一旦有水旱之災，還是應舉行雩祭、社祭，以表示君王關懷天下的恩德:157-158。王充認為求仙是徒勞無功的:349，反駁長生不死之說:293，批判謂人能長生不老、上天入雲的道術，也反對恬淡無欲、養精愛氣可以長壽的世俗觀點:69、45。

## 經學
王充站在古文經學的立場，批判今文經學，否定孔子奉天命而作《春秋》的說法，也否定《公羊傳》、《穀梁傳》所謂「筆削」的說法:323-324。王充懷疑儒家經典，認為五經「多失其實」，指出經過秦朝焚書，五經都殘缺不全，經中也有許多誇張之處:270、288。他排斥讖緯學說及其認為自然現象反映上帝意志的觀點，指出《易緯》中「亡秦者，胡也」的預言是後人偽造的:396。在《論衡．問孔篇》中，王充引用《論語》的不同篇章，表達了他自己的命運觀和對出仕的看法:55、61。對顏淵的早死，孔子哀嘆是「短命」，王充嘲笑孔子不懂得顏淵之死是命中注定，哀嘆可惜是不必要的:70-71。《問孔篇》亦就《論語》中孔子說理不清、易招誤會之處提出質疑:62。

## 文學
王充《論衡》文風生動，表達明晰簡潔:170。他在《論衡》多處用類推法:302、比喻手法進行辯論:54，在語言上保留了當時會稽郡的方言資料:120。《論衡．自紀篇》自傳色彩濃厚，描繪出不隨俗流、傲然獨立的形象，抒發憤世疾俗的心情:22、25。王充批評漢賦的鋪陳，喪失諷喻意義，也批評模倣古文和修辭上的形式主義，特別厭惡虛妄的說教。他尊重直敘主題、內容真實而暢達的文章:120，認為好文章須思考嚴密，說理暢快，通暢易懂，批評經傳一類艱澀難解的文字:68-69。

## 評價

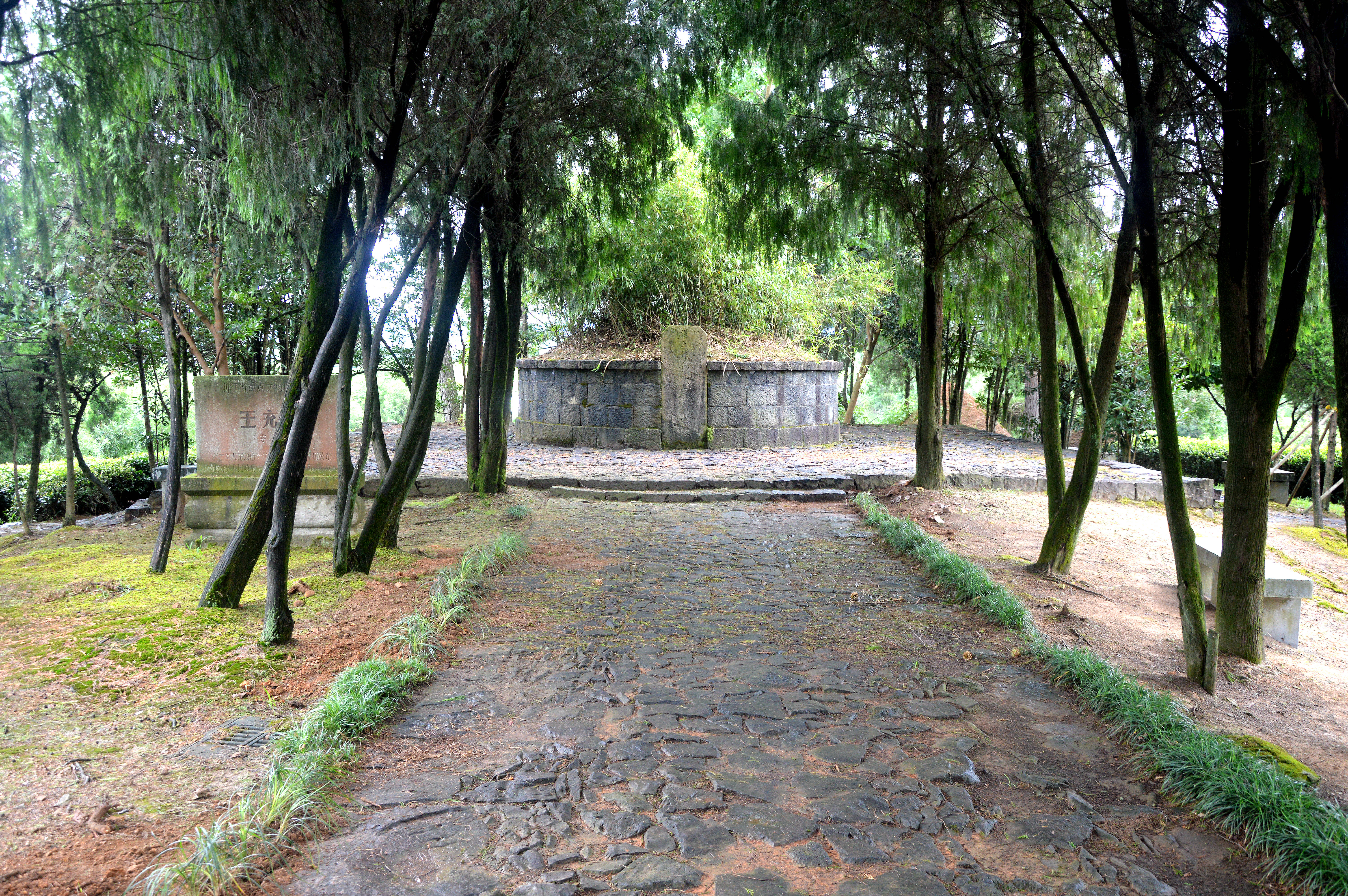
位於上虞的王充墓

在古代，王充的評價毀大於譽:171。漢末蔡邕把《論衡》視作談助的玩物、奇特的論集:120。劉知幾批評王充貶低先祖而顯揚自己:25。王充曾批評孔、孟，因此在宋代以後受到非難:118。胡應麟批評《論衡》「煩猥瑣屑」，黃震批評其書常前後矛盾:39。《四庫提要》稱王充為「雜家」:264，黃侃批評王充議論往往破而不立:58。20世紀中國學者則高度讚揚王充哲學及《論衡》一書，稱之為「科學精神」或「科學方法」的表現，或是「自然主義」哲學的典範:23-24、171。如胡適稱《論衡》為「當時科學精神」的表現，「屬於自然主義一派的道家」:1273、1276。從1950年代起，大陸學者封王充為偉大的唯物主義者和徹底的無神論者。在1974年的批林批孔運動中，王充受讚譽為「反儒的大法家，反潮流的英雄」:171、14，馮友蘭稱讚王充是「兩漢時期最大的無神論者和唯物主義哲學家」:266。日本學者一般認為王充是「理性主義」思想家:103。

## 延伸閱讀
[在维基数据编辑]
 在维基文库阅读此作者作品（ 在维基共享资源阅览影像）
 《後漢書·卷49》，出自范晔《後漢書》
 《後漢三賢贊三首》
- 劉謹銘. . 《漢學研究》. 2003, 21 (1): 391–411  [2024-09-28] （中文（繁體））.
- 林季芸. . 《東吳中文研究集刊》. 2015, 21: 15–33  [2024-09-28] （中文（繁體））.
- 黃雅雯. . 《淡江中文學報》. 2009, 20: 165–187  [2024-09-28] （中文（繁體））.